# Ніколас Ліа
Ніколас Ліа (англ. Nicholas Lea) (при народженні Ніколас Крістофер Герберт, англ. Nicholas Christopher Herbert 22 червня 1962) — канадський актор, найбільш відомий за ролями Алекса Крайчека в серіалі «Цілком таємно» і Тома Фосса в «Кайл XY».

## Короткі відомості
Народився 1962 року в Нью-Вестмінстері (Британська Колумбія, Канада), виростав із старшими братом й сестрою. Працював продавцем одягу, також був солістом оркестру «Beau Monde».
Уроки акторської майстерності опановував у театрі Беверлі Хіллз (Beverly Hills Playhouse), студіях Чарльза Еріха Конрада, а також у студії Gastown Actors Studio. З 1994 року повністю присвятив себе кіно і телебаченню, взяв пвсевдонім — у гільдії акторів вже був зареєстрований актор із таким прізвищем.
1991 року дебютував на телеекрані — зіграв офіцера Енріко Карузо в серіалі «Комісар поліції». 1993 року зіграв невелику роль в епізоді «Трансвестит» серіалу «Цілком таємно». Акторські здібності Ліа справили гарне враження на продюсерів і Ніколас був запрошений у другому сезоні на роль агента Алекса Крайчека, котрий згодом був розвинений в одного з головних антагоністів серіалу. У заключному епізоді 3-го сезону Крайчек був полишений помирати в старій ракетній шахті, де було заховано НЛО — такий хід дозволив Ліа зіграти в серіалі «Народжений злодієм», але серіал був скасований після першого сезону і Ніколас повернувся на знімальний майданчик «Цілком таємно». В образі Крайчека він продовжив з'являтися аж до заключних епізодів дев'ятого сезону; ця роль стала найбільш відомою в його репертуарі.
Зустрічався з Меліндою Макгроу і Лорі Голден — партнерками по зйомках у «Цілком таємно».
Захоплюється грою на гітарі, малюванням та бігом. Батько двох доньок, живе у Ванкувері.

## Фільмографія
- 1989 — American Boyfriends
- 1990 — Екстро 2: Друге вторгнення (Xtro 2: The Second Encounter)
- 1991—1994 — Комісар поліції (The Commish)
- 1993 — From Pig to Oblivion
- 1993 — Медісон (серіал)
- 1993 — Команда капелюхів (The Hat Squad)
- 1993 — На північ від 60-ї
- 1994 — Robin's Hoods
- 1994 — The Raffle
- 1995 — Вир світів (Sliders) — в серії Luck of the Draw
- 1995 — Погана компанія
- 1995 — The Marshal
- 1995 — Jake and the Kid
- 1995—1996 — Вир світів
- 1996 — Lonesome Dove: The Series
- 1996 — Народжений крадієм
- 1996 — Палаюча зона (телесеріал)
- 1996—1998 — Once a Thief (TV series)
- 1997 — Moloney
- 1997 — Their Second Chance
- 1998—1999 За межею можливого (телесеріал, 1995) (The Outer Limits)
- 2000 — Kiss Tomorrow Goodbye
- 2000 — Вертикальна межа (Vertical Limit) — в ролі Тома Макларена
- 2001 — Lunch with Charles
- 2001 — A Shot in the Face
- 2001 — Неможливий слон (The Impossible Elephant)
- 2001 — Earth Angels
- 2002 — The Investigation (TV)
- 2002 — Запалювання
- 1994—2002 — «Цілком таємно»
- 2002 — Поліція Нью-Йорка (телесеріал)
- 2003 — Критичний рівень (Threshold)
- 2003 — Переміщення Малкольма (Moving Malcolm)
- 2003 — See Grace Fly
- 2003—2004 — Андромеда (телесеріал)
- 2004 — Справедлива Емі
- 2004 — CSI: Місце злочину
- 2005 — Deadly Isolation (TV)
- 2005 — Категорія 7: Кінець світу
- 2005 — Хаос
- 2006 — Свистун (телесеріал) (Whistler)
- 2006—2009 — Кайл XY
- 2007 — Викуп (фільм)
- 2007 — Американська Венера (American Venus)
- 2007 — Hastings Street
- 2007 — Гонка (серіал)
- 2007—2008 — Люди в деревах
- 2008 — Злість
- 2008 — Crime
- 2008 — Mothers & Daughters
- 2009 — Танцюючі дерева (Dancing Trees)
- 2009 — Чорна мітка (телесеріал)
- 2009 — Excited
- 2009 — V
- 2010 — Без сліду (7 сезон)
- 2010 — C.S.I.: Місце злочину Маямі
- 2010 — Guido Superstar: The Rise of Guido
- 2011 — Якось у казці
- 2011 — Obsession
- 2012 — Надприродне
- 2012 — The Crimes of Mike Recket
- 2012 — Філадельфійський експеримент (The Philadelphia Experiment)
- 2012—2013 — Континуум
- 2013 — Кінг і Максвелл
- 2013 — Убивство (телесеріал)
- 2014 — Стріла (телесеріал)
- 2015 — Unveiled
- 2017 — Матриця часу
- 2018 — The Bletchley Circle: San Francisco
- 2018 — The Lie
- 2019 — Сутінкова зона (телесеріал, 2019)